# Лопатин (Чернігівський район)
Лопатин — колишнє село Терехівської сільської ради Чернігівського району Чернігівської області.

## Стислі відомості
Згадується у податкових реєстрах 1750—1756 р.р.
Підпорядковувалось Терехівській сільській раді.
В часі Голодомору 1932—1933 років від нелюдської смерті помирали люди — встановлено смерть 31 мешканця.

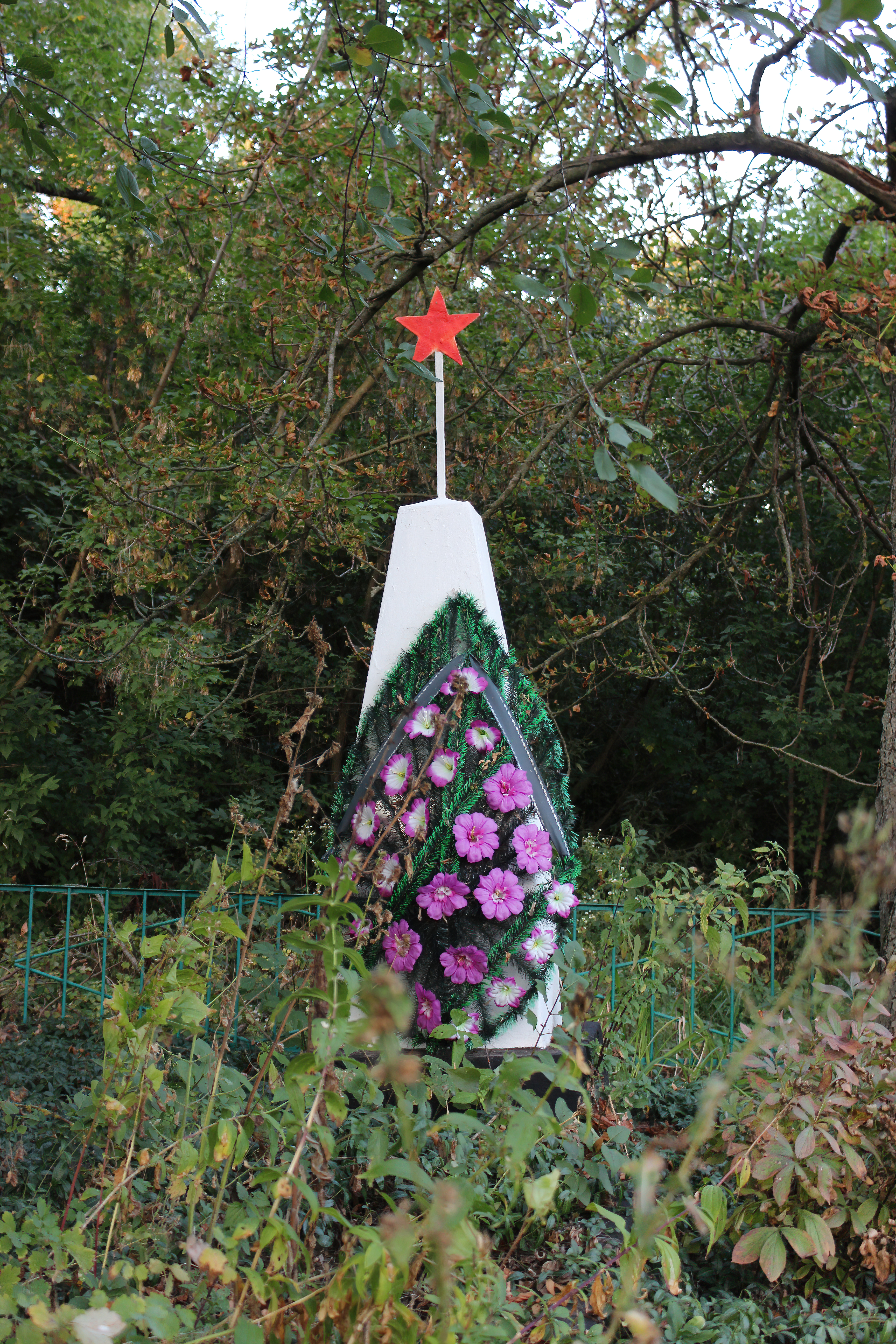
1943 року в боях за Лопатин загинуло 11 радянських воїнів

В період між 1972 і 1986 роками приєднане до села Терехівка.